# Trachelopachys quadriocellatus
Trachelopachys quadriocellatus là một loài nhện trong họ Trachelidae.
Loài này thuộc chi Trachelopachys. Trachelopachys quadriocellatus được Cândido Firmino de Mello-Leitão miêu tả năm 1939.